# Мюррей, Джон (генерал)
Джон Майкл «Майк» Мюррей (англ. John Michael “Mike” Murray; 1960, Кентон) — американский военный, генерал. Первый командующий Командования армии будущего (англ. United States Army Futures Command) (AFC), нового армейского командования со штаб-квартирой в Остине, штат Техас.

## Биография
Являлся заместителем начальника штаба армии США. Летом 2018 был повышен в звании и назначен первым главнокомандующим армейским командованием будущего. 1 сентября 2020 возглавил всестороннее расследование действий и руководства Форт-Худ, которые привели к убийству Ванессы Гиллен.